# 毛里齐奥·科斯坦佐

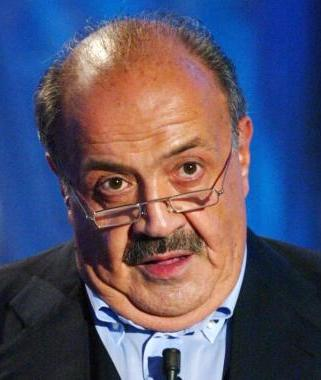
毛里齐奥·科斯坦佐

毛里齐奥·科斯坦佐（義大利語：Maurizio Costanzo，1938年8月28日—2023年2月24日）是意大利电视节目主持人、记者、编剧和电影导演。他曾是红秀GRAZIA主編，並在电视台Canale 5上主持談話節目《毛里齐奥·科斯坦佐秀》。